# Prossy Tusabe
Prossy Tusabe là một vận động viên bơi lội ở Uganda.
Nhà cô bị đánh bom khi cô còn là một đứa bé, dẫn đến cái chết của cha và anh trai cô, và trong chân cô bị đánh đập. Cha cô từng là đối thủ của chính phủ Idi Amin.
Prossy Tusabe đã được chọn là thành viên duy nhất trong phái đoàn của Uganda tham dự Paralympic Mùa hè 2000 tại Sydney. Cô thi đấu ở nội dung 100m tự do nữ (hạng S10). Cô đã hoàn thành cuối cùng trong sức nóng của mình, thời gian của cô là 2: 12,45, thua xa so với tổng thể chậm thứ hai (Karen Noris của Hoa Kỳ, trong 1: 09.37). Do đó, cô không tiến vào trận chung kết.
Khi ở Úc, cô đã nộp đơn xin tình trạng tị nạn và nhận được sáu năm sau đó.